# Feria Taurina de La Macarena
La Feria Taurina de La Macarena en  Medellín, Colombia, es apreciada como una de las ferias taurinas más emblemáticas de la fiesta brava en Colombia.  En Antioquia, la afición por el ganado y los caballos en general, en este caso los hermosos caballos de rejoneo, constituye un elemento cultural tradicional de la región.  La feria se realiza entre finales del mes de enero hasta principios del de marzo.  La feria reúne a los más importantes exponentes de la tauromaquia a nivel nacional e internacional y es considerada una de las más importantes de América. Anualmente, la feria cuenta con gran afluencia de público, entre actores, políticos, artistas, y personalidades en general.
No obstante, hay una corriente creciente de detractores de este tipo de espectáculos en todo el país, quienes argumentan respecto de la crueldad que se comete con los bovinos y el riesgo extremo al cual se someten los toreros.

## Lugar de celebración
La Plaza de Toros La Macarena es el lugar destinado en Medellín para celebrar las famosas corridas de toros. Posee hoy día un techo corredizo, que se cierra en momentos de lluvia y se abre para dar entrada a la luz o al sol en momentos de verano y días despejados. Con una capacidad aproximada de 14.000 espectadores, en la actualidad esta emblemática instalación de la ciudad se denomina Centro de Espectáculos La Macarena, pues además de ser el templo para los amantes de la tauromaquia, hoy por hoy también se realizan eventos de otro tipo como conciertos, desfiles, eventos religiosos y espectáculos de diversa índole.
En lo referente al toreo, en las instalaciones de "La Macarena" se realiza anualmente la Feria Taurina de la Macarena con los mejores torero y rejoneador mundiales del momento. Entre los meses de enero y febrero, durante los fines de semana, se celebran las corridas muy esperadas por la afición, bajo organización de la fundación Cormacarena, que desde 1992 ha desarrollado la temporada de corridas bajo la denominación de "Feria Taurina". El Centro de Espectáculos La Macarena está situado en la Avenida San Juan con la ribera del Río Medellín.